# Allsvenskan (bandy)
Allsvenskan, före säsongen 1981/1982 officiellt Division I i bandy, var tidigare beteckningen på Sveriges högsta division i bandy för herrar. Den första upplagan av Division I hade premiär den 6 januari 1931. Serien var oftast indelad i en norrgrupp och södergrupp, vilka de sista säsongerna var för sig bestod av åtta lag, som möte varandra två gånger, hemma och borta. Vissa säsonger har det varit fler lag och grupper i serien. Då norrgruppen och södergruppen var färdigspelade, vilket säsongerna 1987/1988–2006/2007 brukade ske kring jul eller nyår, gick de fyra högst placerade lagen i de båda serierna vidare och bildade Elitserien. Där möttes lagen i en enkelserie, och efter det var det dags för slutspel om svenska mästerskapet via kvartsfinaler, semifinaler och slutligen final.
De lag som hamnade på platserna 5–8 i de båda grundserierna möttes istället i Superallsvenskan, som också var en enkelserie. I den gällde det främst att undvika att åka ur högsta divisionen, även om de två främst placerade lagen gick till slutspel om svenska mästerskapet. Den som åkte ur fick spela i näst högsta divisionen följande säsong. Mellan säsong 2004/2005 och säsong 2006/2007 gick de fyra främst placerade lagen till slutspel om svenska mästerskapet.
Länge debatterades det att slopa systemet, och istället införa en enhetlig landsomfattande högsta division i Sverige vars spelprogram löper från premiären i början av november till slutspelet inleds i slutet av februari/början av mars. Så småningom började man alltmer planera detta, och den 17 mars 2006 beslutade Svenska Bandyförbundet att göra detta till verklighet.
Säsongen 2006/2007 var en övergångssäsong mot en säsongslång landsomfattande högstadivision, efter att Sveriges högsta seriesystem i bandy sedan premiärsäsongen 1931 helt eller delvis varit geografiskt indelat. Den nya Elitserien startade säsongen 2007/2008, och Allsvenskan blev då Sveriges näst högsta division. Den 14 juni 2008 beslutade Svenska Bandyförbundet på sitt årsmöte att inför säsongen 2009/2010 minska ner Allsvenskan från tre 10-lagsserier till två 12-lagsserier, fortfarande geografiskt indelade.
Sedan säsongen 2017/2018 spelas hela grundserien i Allsvenskan i en landsomfattande division i 22 omgångar mellan 16 lag. Spår av den gamla regionsindelningen finns dock kvar då det är dubbelspel mot egna gruppen och enkelspel mot andra gruppen. Vinnaren kvalificerar sig direkt för spel i Elitserien nästa säsong, medan lag 2–3 får spela kvalspel mot lag 12–13 i Elitserien. 

## Allsvenska mästare
2021/2022 – Gripen Trollhättan BK

2020/2021 – Örebro SK Bandy

2019/2020 – IK Tellus

2018/2019 – Åby/Tjureda IF

2017/2018 – Frillesås BK

2016/2017 – Norra: Ljusdals BK Södra: IFK Motala

2015/2016 – Norra: Ljusdals BK Södra: Nässjö IF

2014/2015 – Norra: Katrineholm Värmbol BS Södra: Gripen/Trollhättan BK

2013/2014 – Norra: Tillberga Bandy Västerås Södra: Gripen/Trollhättan BK

2012/2013 – Norra: Örebro SK Bandy Södra: Gripen/Trollhättan BK

2011/2012 – Norra: Ljusdals BK Södra: IFK Motala

2010/2011 – Norra: Kalix BF Södra: Gais Bandy

2009/2010 – Norra: Tillberga Bandy Västerås Södra: IF Boltic

2008/2009 – Norra: Haparanda Tornio BF Mellersta: Tillberga Bandy Västerås Södra: Gais Bandy

## Skyttekungar
2018/2019 – Jonas Pettersson, Ljusdals BK, 55 mål 

2017/2018 – Jonas Pettersson, Ljusdals BK, 46 mål 

2016/2017 – Jonas Pettersson, Ljusdals BK, 51 mål 

2015/2016 – Robert Karlsson, Lidköpings AIK, 50 mål 

2014/2015 – Tony Eklind, Gripen/Trollhättan BK, 73 mål 

2013/2014 – Lukas Persson, IK Tellus, 57 mål 

2012/2013 – Lasse Karlsson (bandyspelare), Gripen/Trollhättan BK och Fredrik Brandin, Frillesås BK, 51 mål vardera 

2011/2012 – Tobias Björklund, Ljusdals BK, 53 mål 

2010/2011 – Tobias Björklund, Ljusdals BK, 56 mål 

2009/2010 – Alexander Mayborn, Gripen/Trollhättan BK, 45 mål 

2008/2009 – Miko Rytkönen, Haparanda Tornio BF, 58 mål 